# Aartsbisdom Valladolid
Het aartsbisdom Valladolid (Latijn: Archidioecesis Vallisoletana) is een rooms-katholiek aartsbisdom met als zetel Valladolid, hoofdstad van de autonome regio Castilië en León en ook van de provincie Valladolid, in Spanje. De aartsbisschop van Valladolid is metropoliet van de kerkprovincie Valladolid waartoe ook de volgende suffragane bisdommen behoren:
- Bisdom Ávila
- Bisdom Ciudad Rodrigo
- Bisdom Salamanca
- Bisdom Segovia
- Bisdom Zamora

## Geschiedenis
Het aartsbisdom werd opgericht op 25 september 1595, als bisdom Valladolid, uit delen van het bisdom Palencia. Op 4 juli 1857 werd het verheven tot metropool aartsbisdom.

## Parochies
Het aartsbisdom had in 2020 een oppervlakte van 8.073 km2 en telde 520.716 inwoners waarvan 85,0% rooms-katholiek was.

## Speciale gebouwen
- Catedral Metropolitana de Nuestra Señora de la Virgen de San Lorenzo, Valladolid (kathedraal)
- Santuario Nacional de la Gran Promesa, Valladolid (basiliek)

## Ordinarii

### Bisschoppen
- Bartolomé de la Plaza (18 december 1596 - 10 oktober 1600)
- Juan Bautista Acevedo Muñoz (30 april 1601 - 28 april 1606)
- Juan Vigil de Quiñones y Labiada (13 augustus 1607 - 18 juli 1616)
- Francisco Sobrino Morillas (5 september 1616 - 8 januari 1618)
- Juan Fernández Valdivieso (22 oktober 1618 - mei 1619)
- Enrique Pimentel Zúñiga (29 juli 1619 - 13 februari 1623)
- Alfonso López Gallo (29 mei 1624 - 1 juli 1627)
- Juan Torres de Osorio (19 juli 1627 - 23 september 1632)
- Gregorio Pedrosa Cásares (31 januari 1633 - 1645)
- Juan Merino López (18 februari 1647 - 24 september 1663)
- Francisco de Seijas Losada (23 juni 1664 - 20 juni 1670)
- Jacinto de Boada y Montenegro (22 december 1670 - 13 mei 1671)
- Gabriel de la Calle y Heredia (1 juli 1671 - 4 januari 1679)
- Diego de La Cueva y Aldana (24 mei 1683 - 28 juli 1707)
- Andrés Orueta Barasorda (3 oktober 1708 - 3 maart 1716)
- José de Talavera Gómez de Eugenio (2 september 1716 - 5 november 1727)
- Julián Domínguez y Toledo (10 mei 1728 - 2 juni 1743)
- Martín Delgado Cenarro y Lapiedra (23 september 1743 - 22 december 1753)
- Isidoro Cossío y Bustamente Diaz Santos (16 september 1754 - 26 februari 1768)
- Manuel Rubín y Celis (14 maart 1768 - 15 maart 1773)
- Antonio Joaquín Soria (13 september 1773 - 29 oktober 1784)
- Manuel Joaquín Morón (26 september 1785 - 27 februari 1801)
- Juan Antonio Pérez Hernández de Larrea (29 maart 1802 - 21 april 1803)
- Vicente José Soto y Valcárce (26 september 1803 - 16 februari 1818)
- Juan Baltasar Toledano (12 juli 1824 - 27 mei 1830)
- Juan Antonio Rivadeneyra (28 februari 1831 - 26 juni 1856)

### Aartsbisschoppen
- Luis de la Lastra y Cuesta (3 augustus 1857 - 16 maart 1863)
- Juan de la Cruz Ignacio Moreno y Maisanove (1 oktober 1863 - 5 juli 1875)
- Fernando Blanco y Lorenzo (17 september 1875  - 6 juni 1881)
- Benito Sanz y Forés (18 november 1881 - 30 december 1889)
- Mariano Miguel Gómez Alguacil y Fernández (30 december 1889 - 14 september 1891)
- Antonio María Cascajares y Azara (17 december 1891 - 18 april 1901)
  - Mariano Cidad y Olmos (hulpbisschop: 19 april 1897 - 25 juni 1903)
- José María Cos y Macho (18 april 1901 - 17 december 1919)
  - Pedro Segura y Sáenz (hulpbisschop: 14 maart 1916 - 10 juli 1920)
- Remigio Gandásegui y Gorrochátegui (22 april 1920 - 16 mei 1937)
- Antonio García y García (4 februari 1938 - 15 mei 1953)
- José García y Goldaraz (25 augustus 1953 - 2 juli 1970)
- Felix Romero Menjibar (2 juli 1970 - 21 september 1974)
- José Delicado Baeza (18 april 1975 - 28 augustus 2002)
- Braulio Rodríguez Plaza (28 augustus 2002 - 16 april 2009)
- Ricardo Blázquez Pérez (13 maart 2010 - 17 juni 2022)
- Luis Javier Argüello García (17 juni 2022 - heden; hulpbisschop sinds 14 april 2016)

## Galerij van afbeeldingen

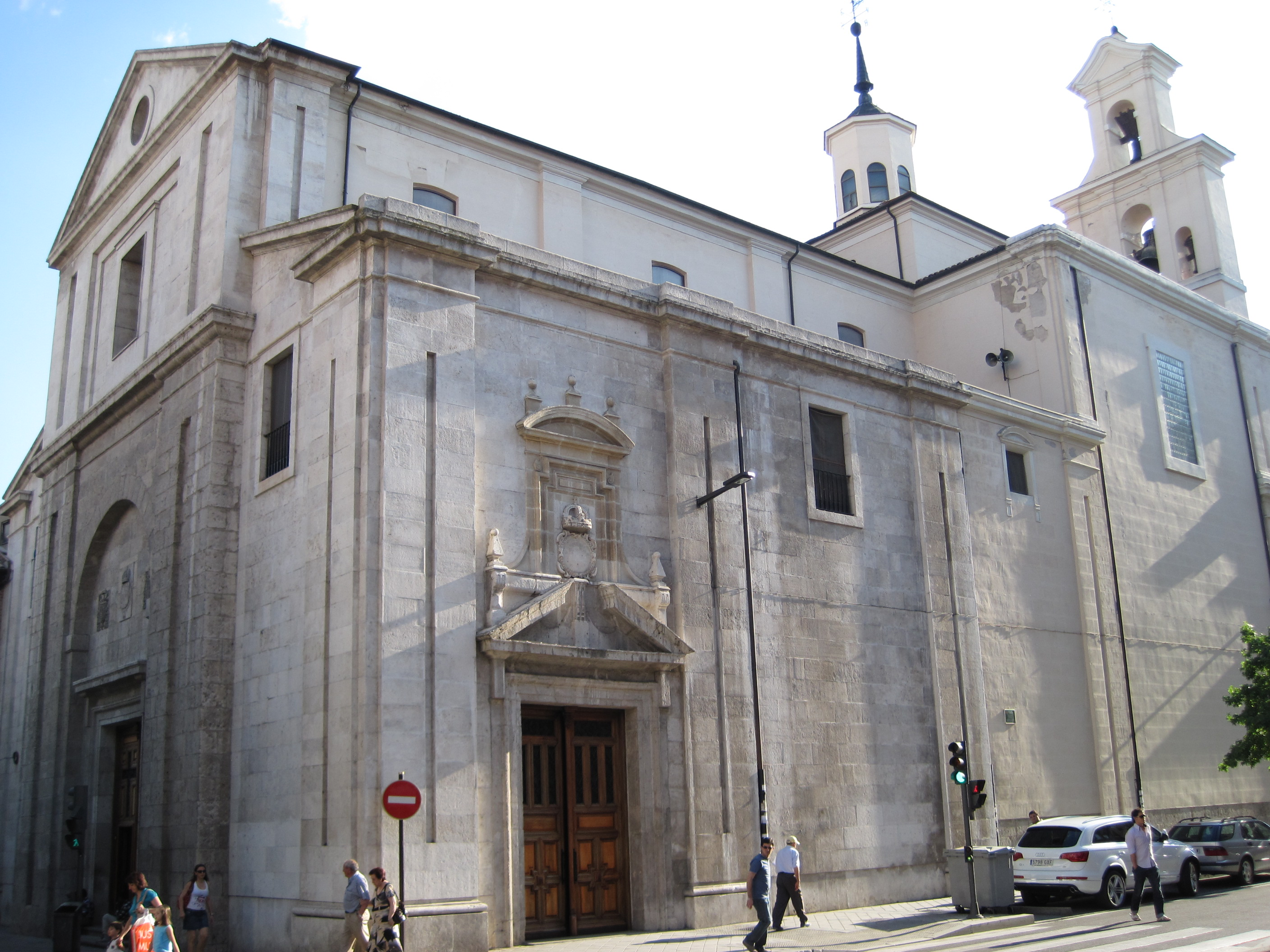
De basiliek Santuario Nacional de la Gran Promesa in 2010
Wapen van het aartsbisdom Valladolid
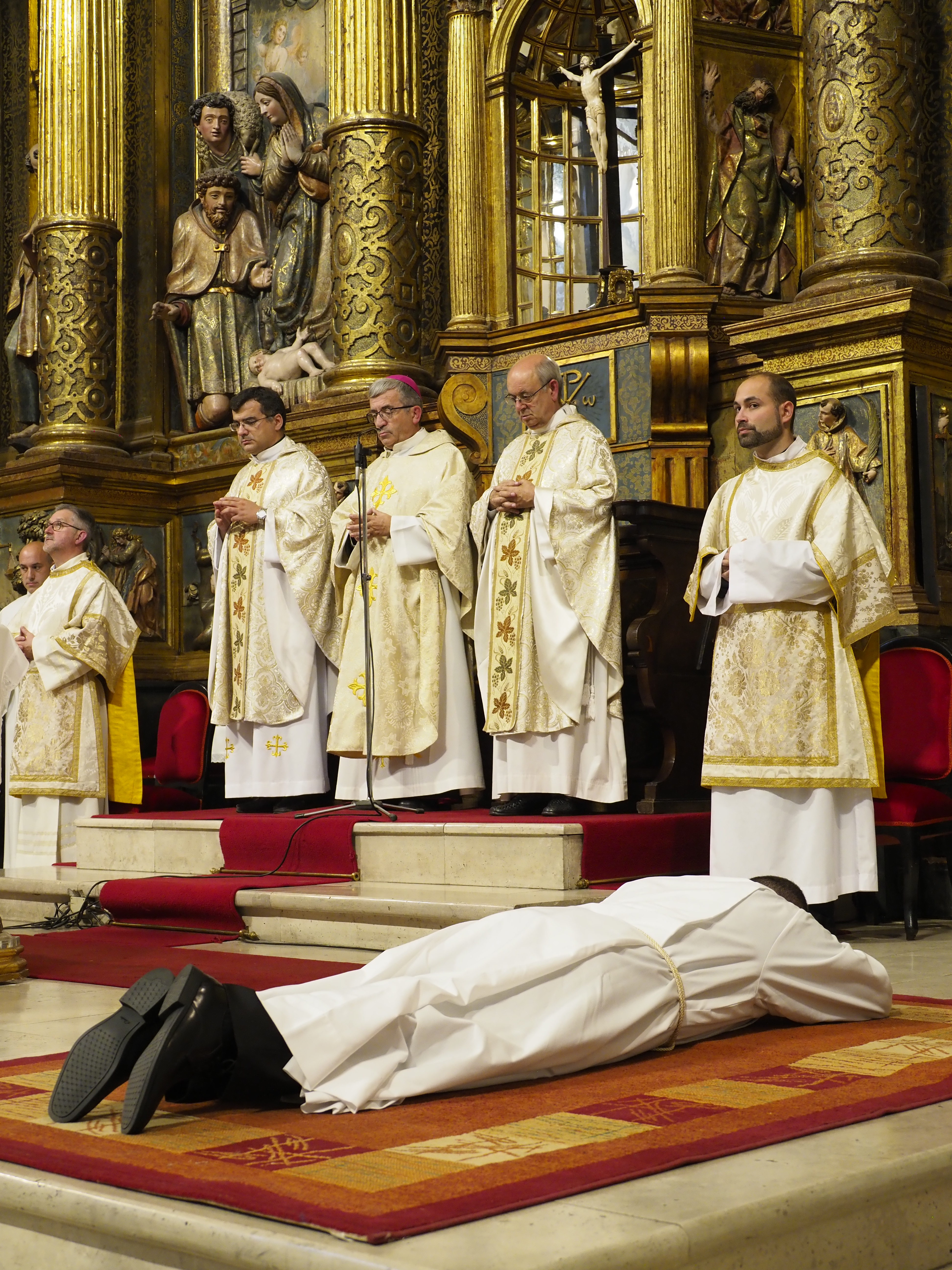
Hulpbisschop Luis Argüello bij een diakenwijding in 2018
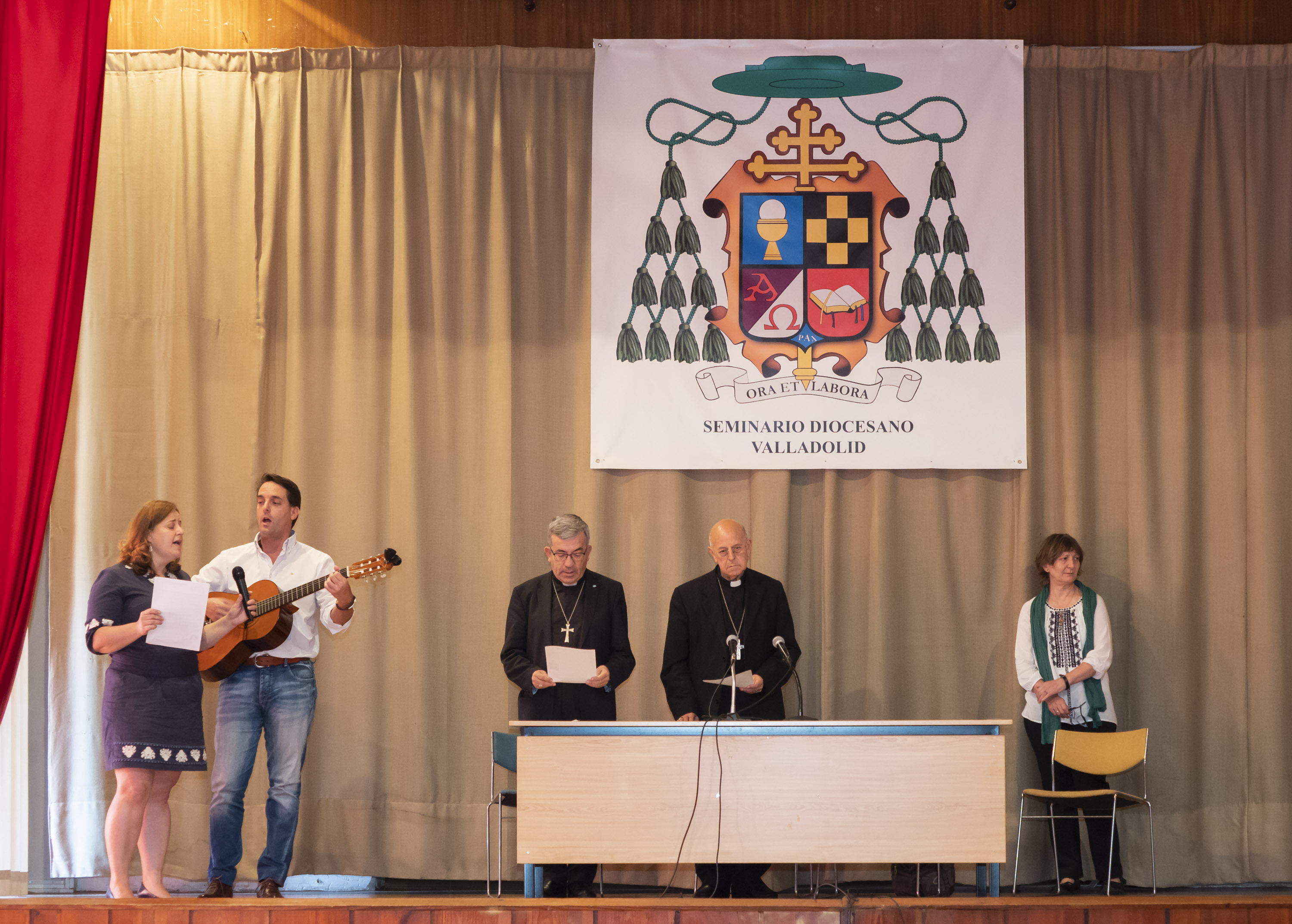
Opening van het academische jaar 2018 van het seminarie van Valladolid